# Vitrail de saint Jacques le Majeur (Chartres)
Pour un article plus général, voir Vitraux de Chartres.
Le vitrail de Saint Jacques le Majeur à Chartres est un vitrail narratif du déambulatoire nord de la cathédrale Notre-Dame de Chartres, qui raconte la vie de l'apôtre saint Jacques le Majeur.

## Description d'ensemble
La baie se trouve dans une « chapelle murale » du déambulatoire nord, petit renfoncement éclairé par deux baies de style gothique primitif. Le vitrail de Saint Jacques est celui de droite.
La verrière a été exécutée entre 1210 et 1225, elle est contemporaine de la cathédrale actuelle reconstruite après l'incendie de 1194. Le vitrail de 8,98 × 2,20 m s'inscrit dans la lancette de droite, la lancette de gauche étant occupée par le vitrail de Charlemagne : Une légende veut que Charlemagne ait libéré le tombeau de saint Jacques à Compostelle.
La verrière a été classée aux monuments historiques dès son premier inventaire en 1840. Elle a été restaurée en 1921 par les ateliers Lorin, et en 1994-1995 par l'atelier Avice-France Vitrail.
Cette verrière est composée de quatre étages sensiblement carrés. Au centre de chaque étage, quatre panneaux losangés sont posés en croix, autour d'un médaillon circulaire à fond rouge bordé de bleu et chargé d'un motif floral. Ces panneaux centraux sont à fond bleu, bordés vers l'extérieur de deux filets rouge et blanc, qui s'arrondissent et dessinent un pétale au point de rencontre des panneaux. Aux quatre cantons de la croix centrale, quatre autres scènes s'inscrivent sur fond bleu dans des demi-quadrilobes latéraux, bordées vers l'extérieur d'un filet rouge et d'une bordure bleue semée de perles jaunes.
La mosaïque de fond est formée d'un réseau d'anneaux rouges joints par des perles cruciforme blanches, posés sur un fond bleu ornés de motifs en grisailles. Entre deux étages, le centre du vitrail est orné d'un petit motif quadrilobé.
La bordure du vitrail est formée d'une large bande bleue, bordée de deux filets rouge et blanc, sur laquelle court un filet jaune en dents de scie, entrelacé de motifs floraux alternativement blancs et rouges.

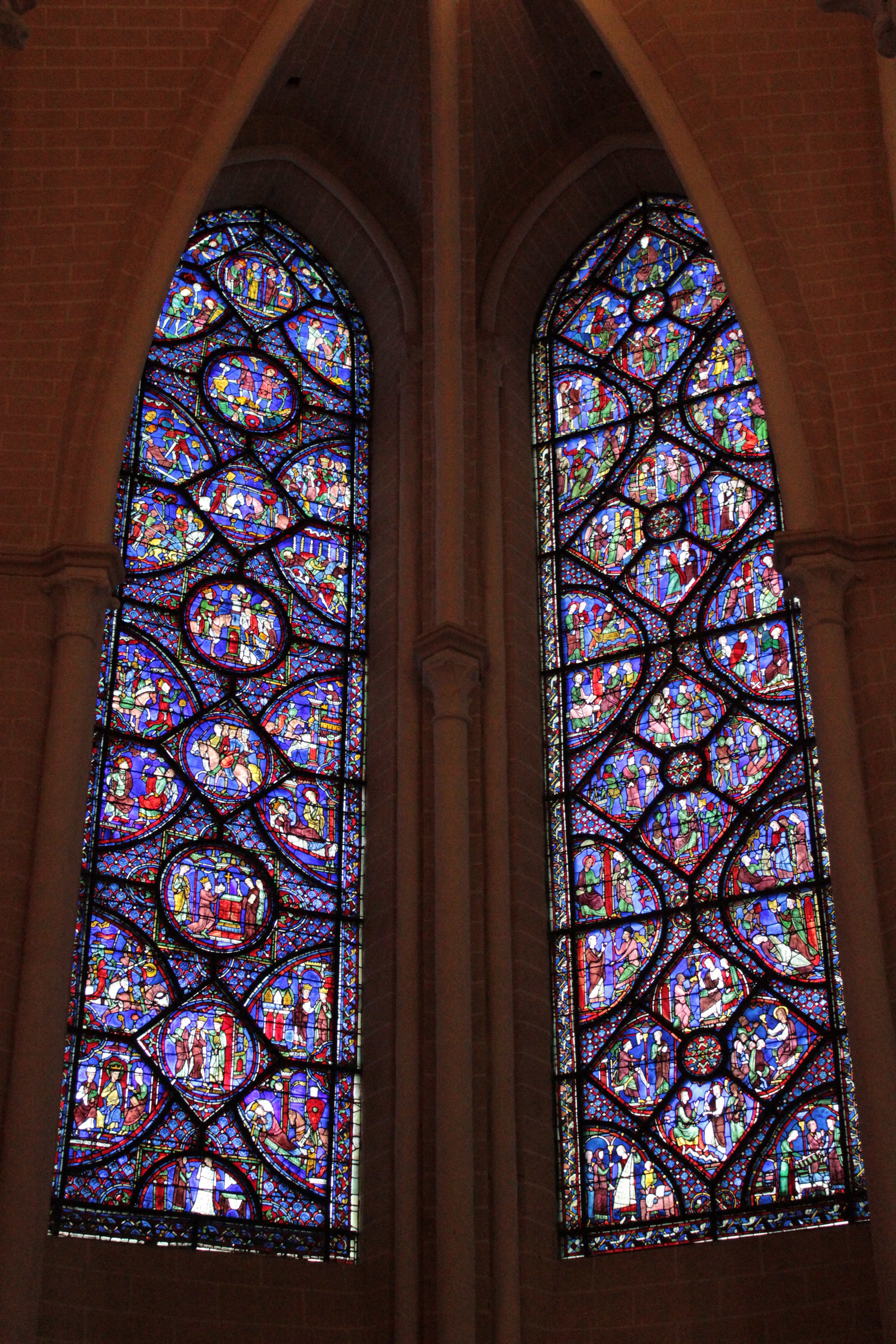
Vue d'ensemble de la chapelle murale. Le vitrail de Saint Jacques est celui de droite.
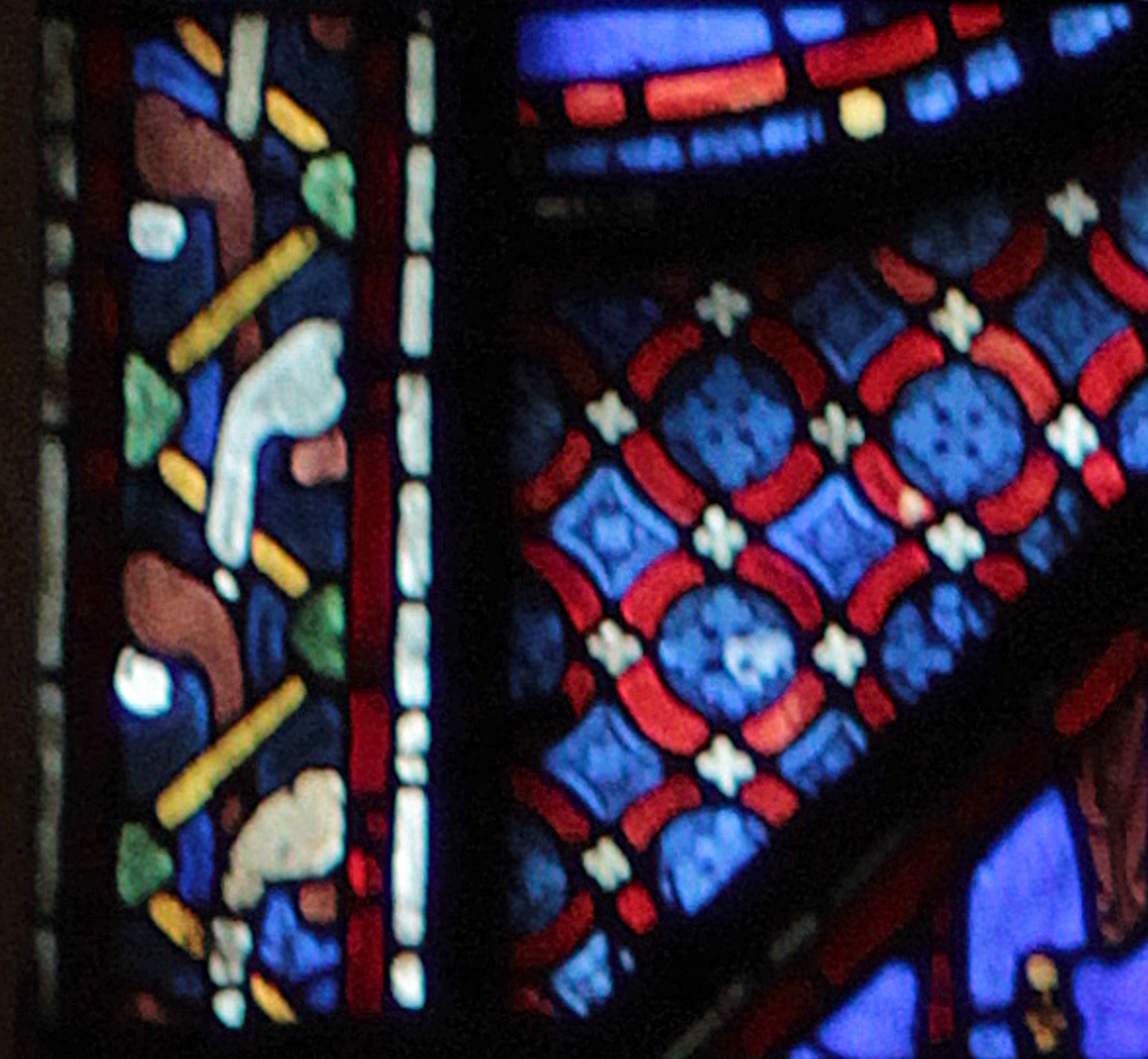
Mosaïque de fond et bordures.

## Thématique
On ne connaît pratiquement rien de  Saint Jacques en dehors des mentions qu'en font les Évangiles, et de la mention de sa mort sur l'ordre de Hérode (Ac 12:2) ; tout le reste est probablement apocryphe, inspiré d'autres histoires saintes et fortement légendaire.
Une première légende de Saint Jacques est donnée par les « Actes de Saint Jacques », écrits vers le Ve ou VIe siècle, où il est dit qu'il a évangélisé la Judée pendant une dizaine d'années. Un récit de son martyre et de nombreux miracles apparaît dans l'« Histoire du combat apostolique » du pseudo-Abdias, au VIe siècle. Ce n'est qu'au VIIIe siècle qu'il apparaît comme l'évangélisateur de l'Espagne.
Des représentations de Jacques le Majeur figurent également dans le vitrail axial des Apôtres (baie 0) et dans celui de Saint-André (baie 2).

### Les donateurs
Le vitrail fut offert par la guilde des fourreurs et drapiers. Les fourreurs et drapiers, donateurs, sont représentés à la partie inférieure.
À gauche, dans la boutique d'un fourreur, un client s'est déganté pour juger de la qualité d'une fourrure d'hermine ou de vair. Derrière le marchand, d'autres fourrures dépassent d'un coffre dont on distingue la serrure.
À droite, dans la boutique du drapier, un client se fait mesurer une pièce d'étoffe à rayure dont le marchand lui vante la qualité. Derrière les boutiquiers, une petite armoire renferme d'autres étoffes pliées.

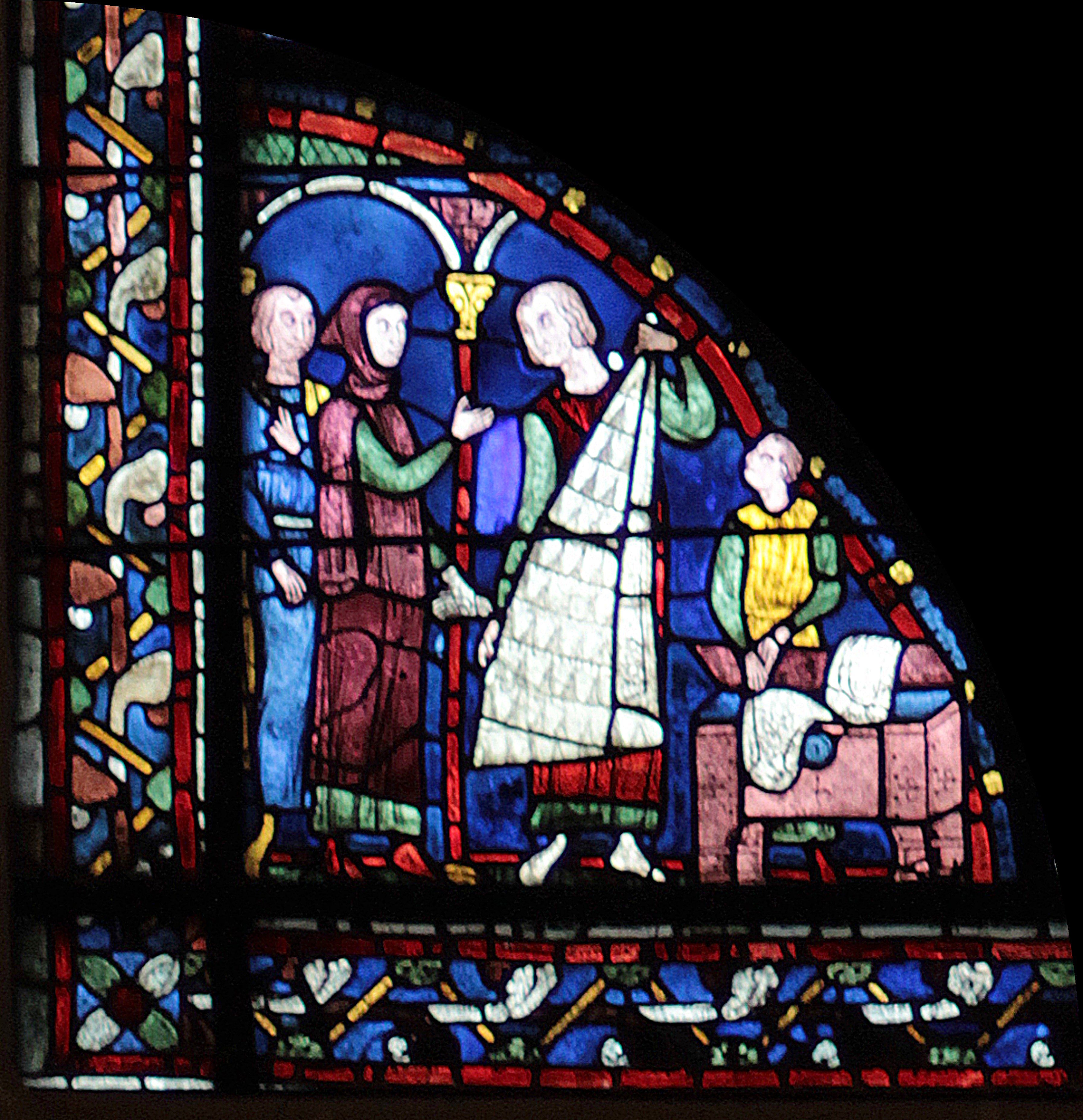
Boutique d'un fourreur.
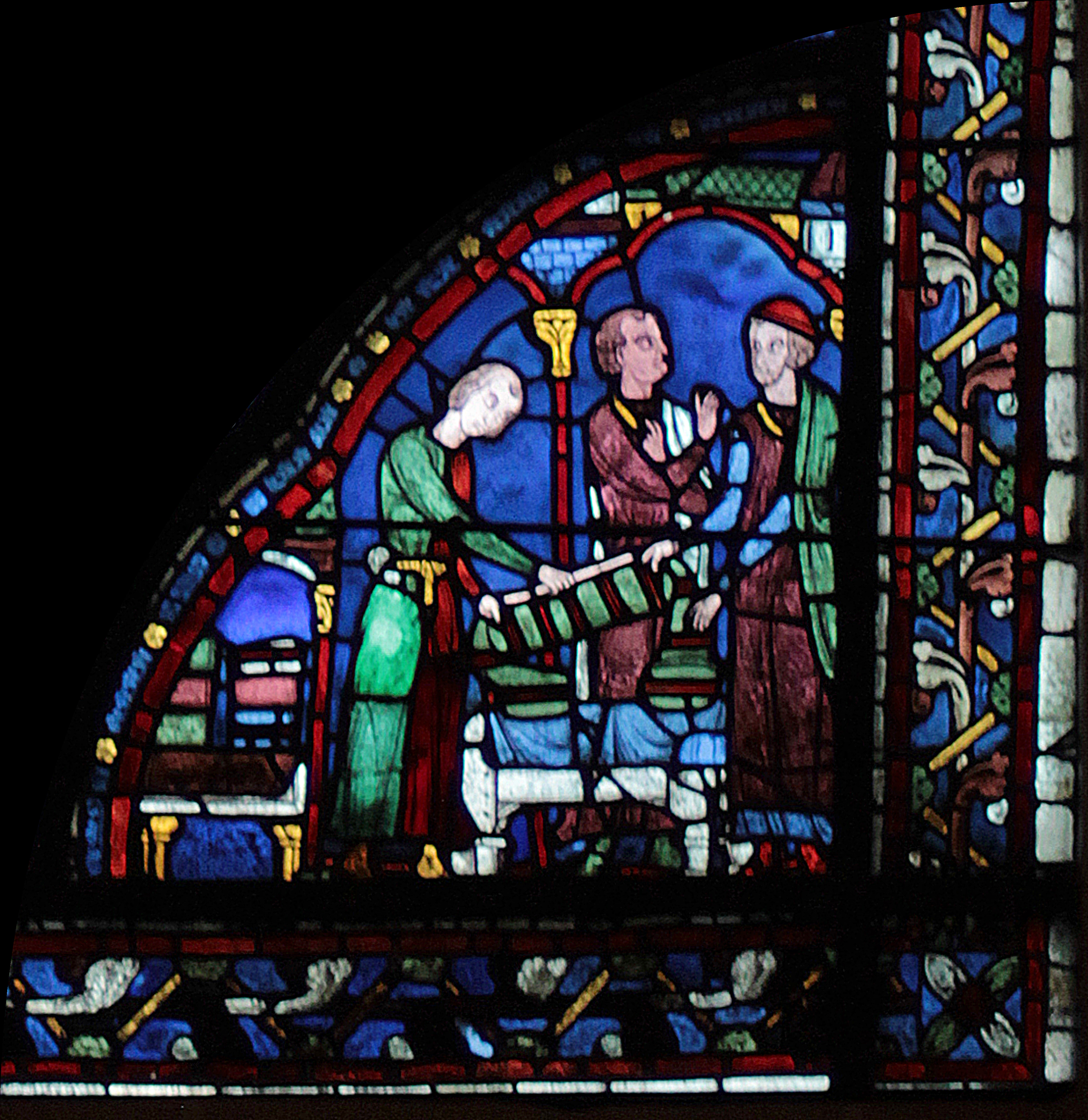
Boutique d'un drapier.

## Description des panneaux

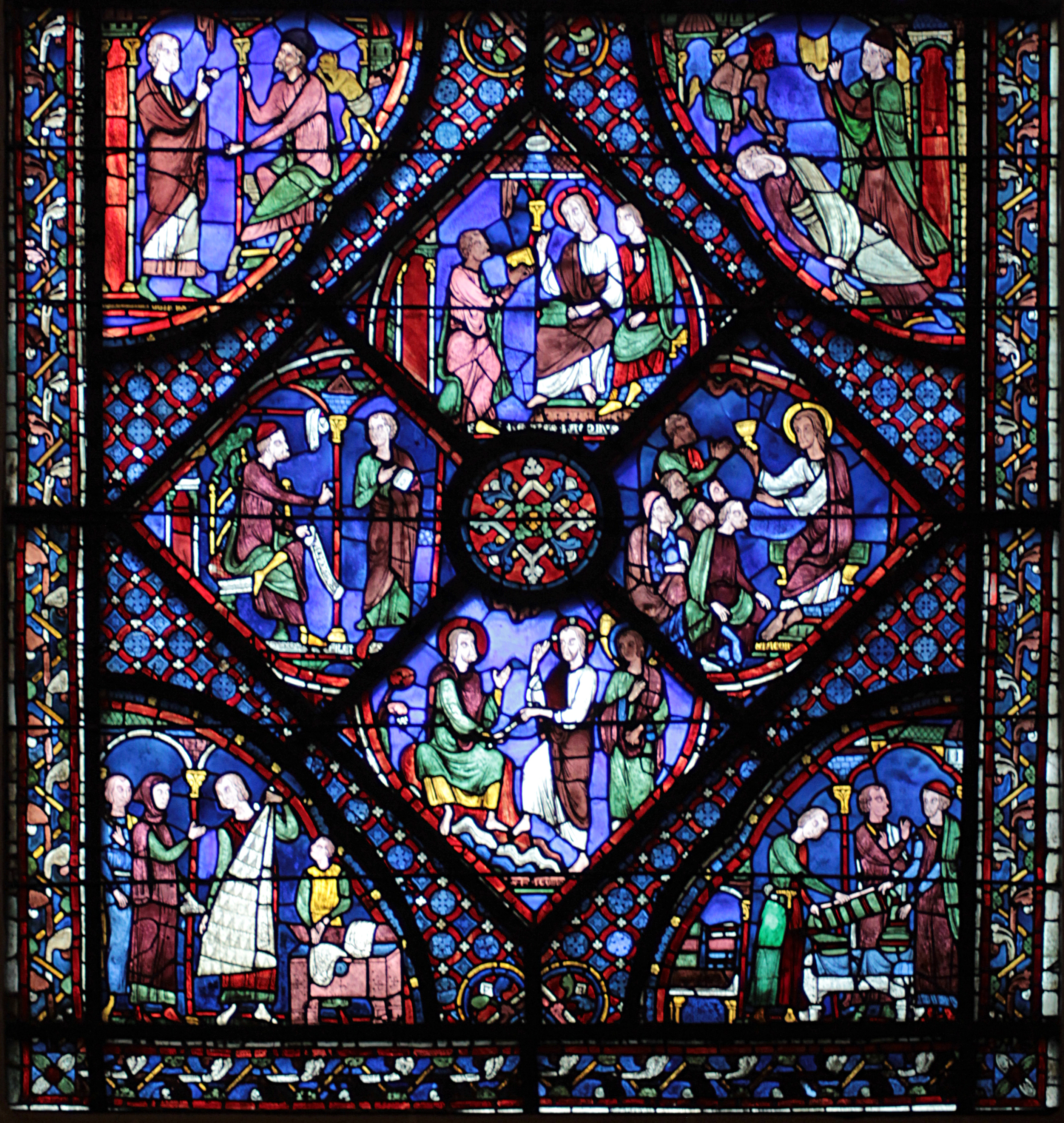
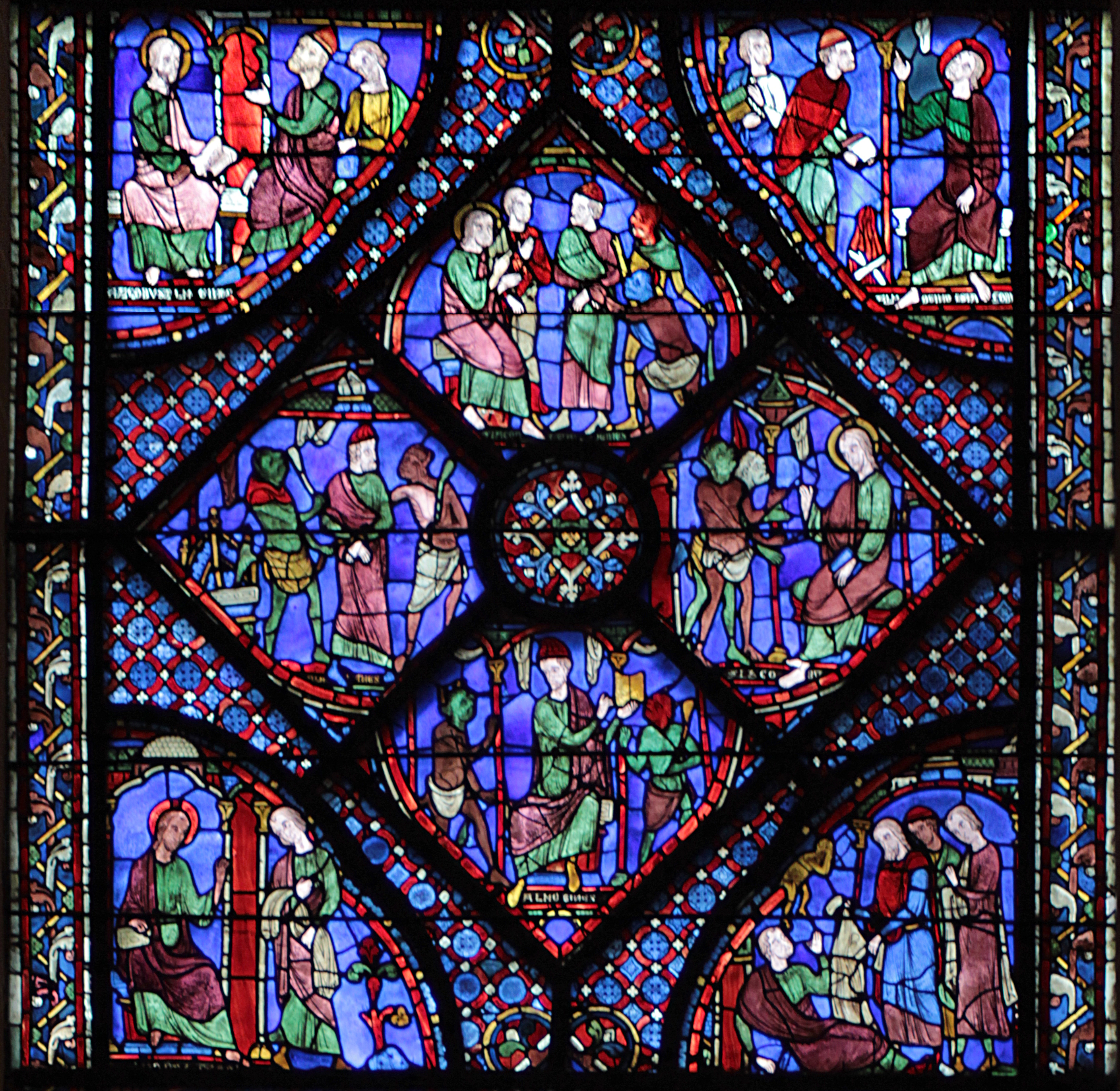
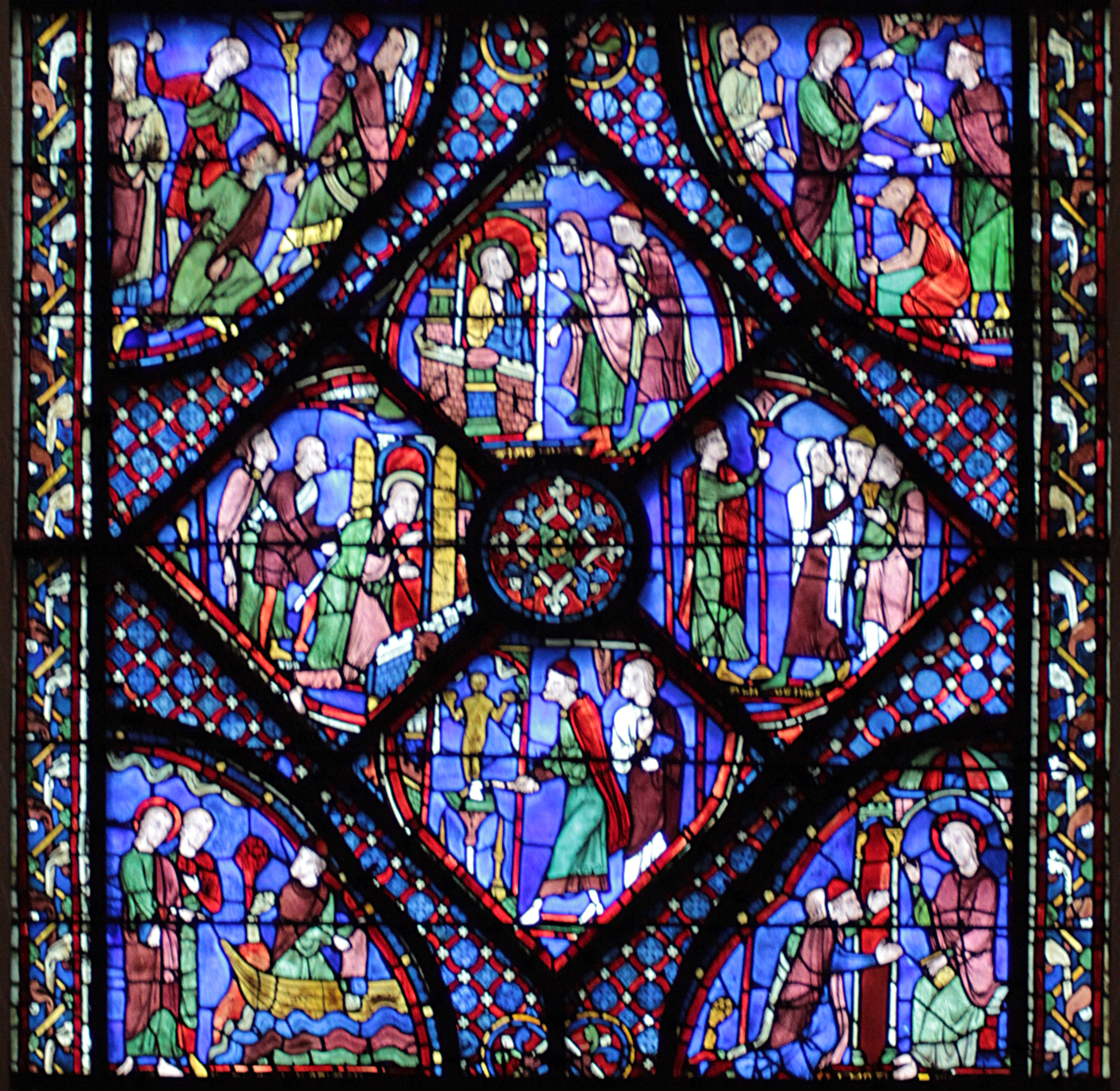
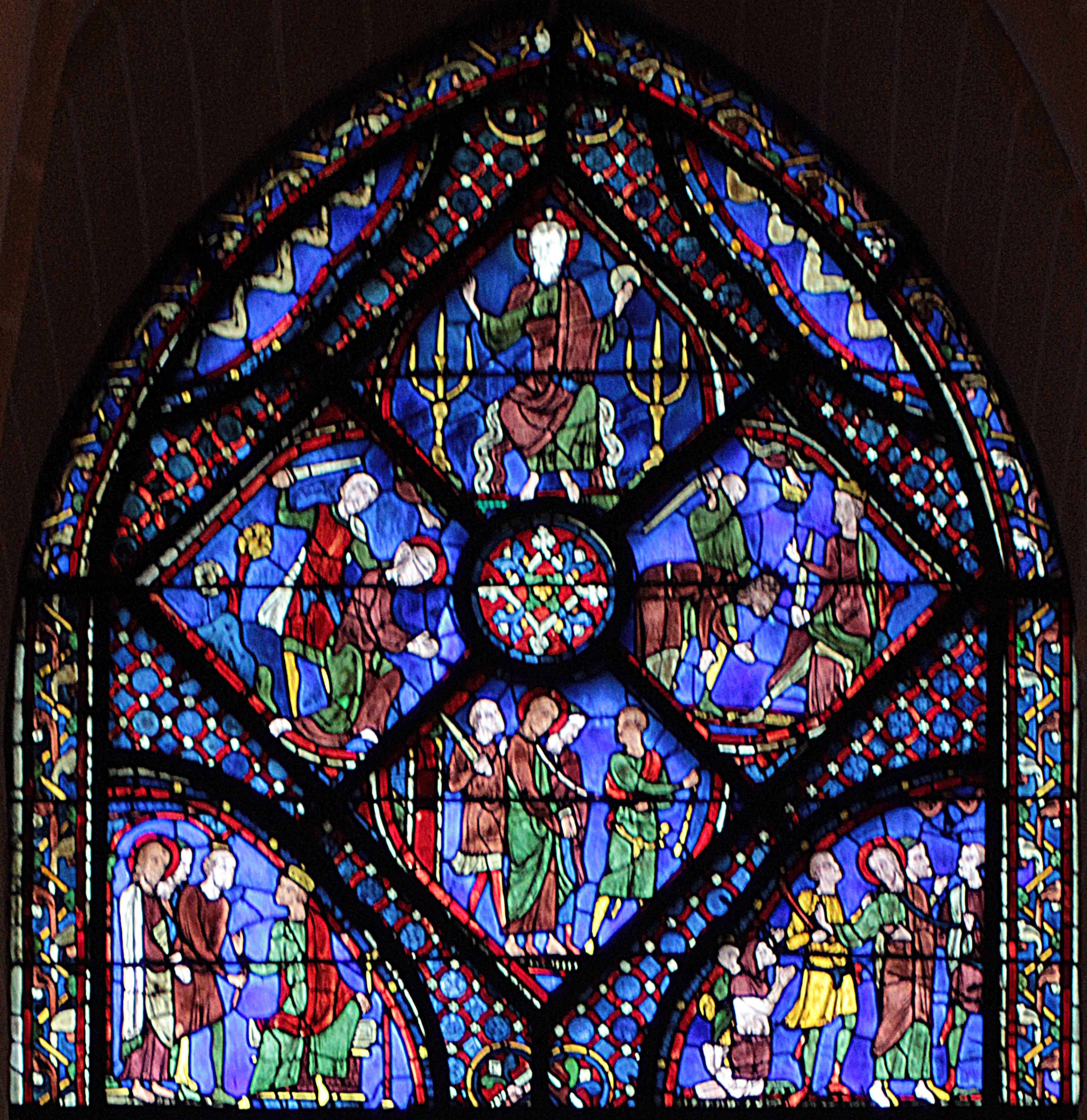

Le vitrail se lit classiquement, de bas en haut et de gauche à droite, cependant la lecture de la croix centrale se fait régulièrement de droite à gauche.

### Premier étage
|  | A3 : Le Christ remet un bâton de pèlerin à Saint Jacques Saint Jacques, apôtre, fils de Zébédée, après l’ascension du Seigneur, prêcha en Judée et dans le pays de Samarie ; il vint enfin en Espagne, pour y semer la parole de Dieu; mais comme il voyait que ses paroles ne profitaient pas, et qu'il n'y avait gagné que neuf disciples, il en laissa deux seulement pour prêcher, dans le pays, et il revint avec les autres en Judée. Jacques est assis sur un rocher dominant la mer, qui figure peut-être les côtes de la Galice où Jacques est réputé avoir enseigné, ou peut-être encore le rocher de Gibraltar, qui marquait traditionnellement « les extrémités de la Terre » où les apôtres avaient été envoyés pour prêcher la bonne nouvelle (Mc 16:15). À ses pieds, le bandeau brun précise en grisaille « S I ACOBUS ». Le christ est reconnaissable à la croix marquant son nimbe, caractéristique des personnes divines. Il tend à Jacques un bâton, et fait de la main droite un geste marquant l'autorité dans l'enseignement. Derrière lui, un ange tient un morceau de pain pour la route. La scène est allégorique, et souligne l'importance du pèlerinage de Saint Jacques de Compostelle au XIIIe siècle, dont Chartres était une étape. |
|  | A5 : Saint Jacques prêche dans la Synagogue Le bienheureux Jacques s'en alla dans les villes de la Judée prêchant et annonçant le Christ pendant dix ans. Il faisait publiquement beaucoup de guérisons et de grands miracles, entrait dans les synagogues, expliquait à tous les passages de la Loi et des Prophètes qu'on lisait, convainquait les Juifs par leurs propres écritures que Jésus est le Christ, le fils du Dieu vivant. Ce bienheureux apôtre du Seigneur en instruisait beaucoup ; il enseignait, avertissait, catéchisait, baptisait Juifs et Grecs, hommes et femmes, imposait les mains aux malades, aux démoniaques qui venaient à lui. Le bienheureux Jacques était en effet très savant et très éloquent et il réfutait vigoureusement, les sages juifs et grecs. Le panneau est chargé de symboles : Jacques est assis sur un autel et présente à son auditoire un calice reconnaissable à sa forme caractéristique. À ses pieds la bande jaune précise « SIACOB ». |
|  | A4 : Hermogène envoie Philetus Pendant qu'il prêchait en Judée, la parole de Dieu, un magicien nommé Hermogène, d'accord avec les Pharisiens, envoya à saint Jacques un de ses disciples, nommé Philétus, pour prouver à l’apôtre que ce qu'il annonçait était faux. Le magicien Hermogène (ce qui signifie « fils d'Hermès », en référence à Hermès Trismégiste) est assis sur son trône, jambe croisée en signe d'autorité. Il tient en main un parchemin portant « ALMOGINES ». Derrière lui, un diablotin vert se penche sur son oreille pour lui suggérer ces mauvaises pensées. Devant lui, son disciple Philétus est représenté un grimoire à la main, il est désigné par le bandeau gris à ses pieds « FILET US ». L'ouverture rouge derrière le magicien marque normalement une porte ouverte dans l'iconographie de cette époque. Il peut s'agir d'une porte ouverte sur les enfers, d'où sort le diablotin vert, ou plus prosaïquement un feu dans une cheminée — l'un n'excluant pas l'autre. |
|  | A6 : Saint Jacques convertit Philetus Mais l’apôtre l’ayant convaincu devant une foule de personnes par des preuves évidentes, et opéré en sa présence de nombreux miracles... La scène est coupée en deux par la colonne centrale, séparant Jacques et son compagnon à droite, de Philétus à gauche. Celui-ci tient en main son grimoire fermé comme seul argument, derrière lui la porte ouverte teintée de rouge rappelle celle derrière le mage Hermogène. De son côté, Jacques tient sur ses genoux l'Évangile ouvert, marquant la différence entre l'enseignement ésotérique de la magie, réservé aux seuls initiés, et l'exotérisme de l'enseignement de l'Église, s'appuyant publiquement sur des textes ouverts. La différence d'autorité est marquée également par l'attitude des personnages : Philétus tient ses mains jointes et est presque à genoux, dans une attitude suppliante, tandis que Jacques trône sur ce qui paraît être un autel. Au pieds des protagonistes, la bande désigne les deux principaux personnages « F ILETUS:IACOBUS ». |
|  | A7 : Philetus rend compte à Hermogène Philétus revint trouver Hermogène, en justifiant la doctrine de saint Jacques : il raconta en outre les miracles opérés par le saint, déclara vouloir devenir son disciple; et l’exhorta lui-même à l’imiter. Philétus est à gauche, venant de franchir la porte ouverte que l'on voit derrière lui (l'inscription à ses pieds est illisible). Il compte sur ses doigts les nombreuses raisons qui l'ont converti. En face de lui, Hermogène est encore assis sur son trône les jambes croisées. Il lève la main droite en signe de protestation, et montre le sol de la main gauche, pour demander à son ancien disciple de se plier devant lui. Derrière Hermogène, un petit diable jaune vêtu d'un pagne lui murmure ses mauvaises pensées à l'oreille. À l'extrême droite du panneau, on note une architecture médiévale où apparaissent une rangée de créneaux et le dôme d'un édifice public, figurant probablement les remparts et le Temple de Jérusalem. |
|  | A8 : Hermogène jette un sortilège sur Philétus Mais Hermogène en colère, le rendit tellement immobile par sa magie qu'il ne pouvait remuer un seul membre : « Nous verrons, dit-il, si ton Jacques te déliera. » Hermogène brandit son grimoire, et l'index levé, conjure le diable qui va ensorceler Philetus. Le diable a la figure cornue et rouge, et son aile plantée en guise de queue rappelle qu'il est un ange déchu. Philetus gît à terre, endormi. Derrière Hermogène, la porte rouge de l'Enfer a ses deux battants ouverts, dont on peut voir les ferrures tracées en grisaille. |

### Deuxième étage
|  | B1 : Jacques fait parvenir son suaire à Philétus Philétus informa Jacques de cela par son valet, l’apôtre lui envoya son suaire et dit : «Qu'il prenne ce suaire et qu'il dise : "Le Seigneur relève ceux qui sont abattus ; il délie ceux qui sont enchaînés" (Ps. CXLV). » La scène est partagée en deux par la porte ouverte figurée conventionnellement en rouge, séparant à gauche l'intérieur d'un bâtiment dont on voit en haut des fenêtres et un dôme, probablement le Temple, et à droite une scène d'extérieur matérialisée par un arbre dépassant d'une colline bleue semée de trèfles. Jacques est assis à gauche, tenant son Évangile sur ses genoux. À ses pieds, une inscription peu visible précise « ??COBU S ». Le « mouchoir » (sudarium, mouchoir ou suaire) envoyé pour guérir est probablement inspiré de la légende d'Abgar, dans laquelle par un serviteur le Christ fait parvenir à Abgar V un linge qui doit le guérir de son infirmité. Le linge de cette légende est identifié avec le Mandylion, qui serait la tête du Saint-Suaire.                                   |
|  | B2 : Jacques fait parvenir son suaire à Philétus Et aussitôt qu'on eut touché Philétus avec le suaire, il fut délié de ses chaînes, se moqua des sortilèges d'Hermogène et se hâta d'aller trouver saint Jacques. Un groupe de trois personnages présente le suaire à Philétus, toujours gisant à terre mais qui se redresse à présent. Au-dessus de lui, un diablotin jaune s'échappe, tenant sa tête entre ses mains. L'ouverture rouge derrière lui semble ici être une cheminée, évoquant probablement la porte de l'enfer vers lequel le diablotin va repartir. Ici, l'artiste interprète nettement le « suaire » comme une chemise, allusion probable à la relique de la tunique de la Vierge conservée à Chartres. |
|  | B3 : Hermogène évoque les démons pour se venger Hermogène irrité convoqua les démons, et leur ordonna de lui amener Jacques garrotté avec Philétus, afin de se venger d'eux et qu'à l’avenir les disciples de l’apôtre n'eussent plus l’audace de l’insulter. Au centre, Hermogène sur son trône tient son grimoire ouvert, qu'il désigne de sa main droite. Il est entouré de deux démons qu'il vient d'évoquer par ce moyen. À ses pieds, le bandeau précise « ALMO GIИES ». |
|  | B5 : Saint Jacques maîtrise les démons Or, les démons qui vinrent vers Jacques se mirent à hurler dans l’air en disant : « Jacques, apôtre, ayez pitié de nous; car nous brûlons dès avant que notre temps soit venu. » Saint Jacques leur dit : « Pourquoi êtes-vous venus vers moi? » Ils répondirent : « C'est Hermogène qui nous a envoyés pour vous amener à lui, avec Philétus ; mais à peine nous dirigions-nous vers vous que l’ange de Dieu nous a liés avec des chaînes de feu et nous a beaucoup tourmentés. » « Que l’ange du Seigneur vous délie, reprit l’apôtre; retournez à Hermogène et amenez-le moi garrotté, mais sans lui faire de mal. » Saint Jacques est assis à droite, son Évangile posé sur ses genoux ; à ses pieds le bandeau précise « S/IACO BV ». Les deux démons se présentent devant lui, rentrant par la porte rouge que l'on voit à gauche. Au-dessus de leur tête, une langue de feu matérialise la torture qu'ils endurent. Le démon vert à l'arrière plan a une aile à la place de la queue, convention iconographique montrant qu'il s'agit d'un ange déchu. |
|  | B4 : Les démons s'emparent de Hermogène Ils s'en allèrent donc prendre Hermogène, lui lièrent les mains derrière le dos et l’amenèrent ainsi garrotté à saint Jacques, en disant : « Où tu nous as envoyés, nous avons été brûlés et horriblement tourmentés. » Au centre de la scène, Hermogène a les mains liées derrière son dos. À ses pieds, le bandeau précise « ALM ??AИES ». Les deux démons l’emmènent, tenant une verge à la main. Le démon vert a toujours son aile à la place de la queue. À gauche, on voit le trône d'où Hermogène a été arraché par les démons. |
|  | B6 : Hermogène comparaît devant Saint Jacques Et les démons dirent à saint Jacques : « Mettez-le sous notre puissance, afin que nous nous vengions des injures que vous avez reçues et du feu qui nous a brûlés. Saint Jacques leur dit : « Voici Philétus devant vous, pourquoi ne le tenez-vous pas? » Les démons répondirent : « Nous ne pouvons même pas toucher de la main une fourmi qui est dans votre chambre. » Saint Jacques alors dit à Philétus : « Afin de rendre le bien pour le mal, selon que J.-C. nous l’a enseigné, Hermogène vous a liés; vous, déliez-le. » Hermogène, les mains toujours liée derrière le dos, est amené devant Saint Jacques, assis sur son trône à côté de son compagnon. Au sol, le bandeau nomme les deux principaux protagonistes : « S/IACOB US:A??GIИES ». Derrière le mage, les deux démons le retiennent encore ; ils sont ici dessinés l'un avec un bec de hibou et l'autre avec un groin de cochon. |
|  | B7 : Saint Jacques convertit Hermogène Hermogène libre resta confus et saint Jacques lui dit : « Va librement où tu voudras, car nous n'avons pas pour principe de convertir quelqu'un malgré soi. » Hermogène répondit : « Je connais trop la rage des démons : si vous ne me donnez un objet que je porte avec moi, ils me tueront. » Saint Jacques lui donna son bâton. Saint Jacques et Hermogène sont assis sur un même banc, mais sont encore séparés par une porte ouverte à l'arrière plan, séparant un intérieur marqué par des colonnes et une voûte, de ce qui semble plutôt être un lieu à ciel ouvert. La porte ouverte (symbolisée en rouge) montre ici clairement que Hermogène est libre de partir s'il le veut, ou de rentrer dans la maison où est assis Saint Jacques. À leurs pieds le bandeau précise « S/IACOBVS:ALM?GIИES ». Le livre que tient Saint Jacques est ouvert, il en montre du doigt un passage à Hermogène. Derrière celui-ci, un assistant perplexe (peut-être Philétus?) tient un grimoire qui au contraire reste fermé.                                        |
|  | B8 : Hermogène veut brûler ses grimoires Alors Hermogène alla chercher tous ses livres de magie, et les apporta à l’apôtre pour que celui-ci les brûlât. Mais saint Jacques, de peur que l’odeur de ce feu n'incommodât ceux qui n'étaient point sur leur garde... Au centre de la scène, un feu est matérialisé par deux braches en croix et un cône de flammes. Hermogène s’apprête à jeter un grimoire au feu, son assistant derrière lui en transporte deux autres. Saint Jacques lui montre le ciel, ici pour souligner que la fumée même de ces ouvrages démoniaques pourrait ensorceler des personnes sans défense. Sous Hermogène et Saint Jacques, le bandeau précise « ALM OGIИE S:S/IA COBV ». |

### Troisième étage
Après que Hermogène ait jeté ses grimoires à la mer, la Légende dorée ne relate pas les épisodes suivants, et ne reprend le fil que pour relater le procès et le martyre de Saint Jacques. Le texte présenté sur les panneaux intermédiaires suit alors celui de l’Histoire Apostolique d'Abdias, fortement abrégé.
|  | C1 : Hermogène jette ses grimoires à la mer Mais saint Jacques, de peur que l’odeur de ce feu n'incommodât ceux qui n'étaient point sur leur garde, lui ordonna de jeter les livres dans la mer Le mage Hermogène se tient dans le bateau, et vide son sac des grimoires qui tombent à la mer. Sur le rivage, Saint Jacques et son acolyte regardent la scène, Jacques montrant du doigt la mer où les livres doivent être noyés. Le bateau est au large d'un rocher surmonté de deux arbres, figurant la terre ferme. Il s'agit peut-être du rocher de Gibraltar. L'arbre rouge sur un rocher rouge est peut-être une dernière évocation de la sorcellerie. Suivant les conventions iconographiques de l'époque, la surface de l'eau n'est pas horizontale, mais remonte jusqu'au niveau de celui qui est dans l'eau, quitte à marquer une pente qui paraît anormale de nos jours. La bande contenant la souscription est illisible. |
|  | C2 : Hermogène demande à être admis comme pénitent Hermogène, à son retour, se prosterna aux pieds de l’apôtre et lui dit : « Libérateur des âmes, accueillez un pénitent plue vous avez épargné jusqu'ici, quoique envieux et calomniateur.» Dès, lors il vécut dans la crainte de Dieu, au point qu'il opéra une foule de prodiges. Hermogène et un de ses disciples (peut-être Philétus?) sont à genoux, dans une position d'implorant, aux pieds de Saint Jacques. Celui-ci a une main levée et tournée vers lui, en signe d'accueil et d'acceptation. Il a sur ses genoux l'Évangile qu'il annonce. Le bandeau d'inscription est illisible. Ici encore, la porte ouverte (sur fond rouge, conformément à l'iconographie de l'époque) sépare un extérieur où est figuré un arbre, d'un intérieur caractérisé par une voûte et un dôme, où siège Saint Jacques. Symboliquement, la conversion est ainsi marquée comme un passage qu'il faut franchir entre le monde profane et celui de la sainteté. Il faut se rappeler que le Pèlerinage de Saint-Jacques-de-Compostelle était souvent au Moyen Âge entrepris comme pénitence pour racheter une faute. Ici, Hermogène est représenté comme l'archétype du pénitent face à Saint Jacques. |
|  | C3 : Hermogène brise son idoles Alors le saint apôtre lui dit : « Brise les idoles que tu adorais ; consacre à de bonnes actions l'argent que tu as gagné par de mauvaises actions. » Hermogène figure au centre de la scène, une hachette à la main, s’apprêtant à détruire une idole, figurée en jaune selon les conventions iconographiques de l'époque. Derrière lui, Saint Jacques suit son action, portant un Évangile bleu sous le bras. |
|  | C5 : Hermogène prêche ses anciens disciples Et quand Jacques eut dit ces choses, Hermogène s'y conforma en tout point, et il devint si parfait dans la crainte du Seigneur, que le Seigneur opéra par son entremise beaucoup de merveilles. On voit sur ce panneau Hermogène en train de prêcher à la population juive et à ses anciens adeptes. À ses pieds, le bandeau le désigne comme « ALMO GIИES ». Il lève le doigt pour rappeler la puissance divine ; le premier de ses interlocuteurs, qui porte un châle de prière, se retourne vers les autres en faisant le même geste. |
|  | C4 : Saint Jacques est jeté en prison Et quand les juifs virent que l'apôtre avait vaincu cet enchanteur, et qu'il s'était converti, ils offrirent de l'argent à deux officiers romains qui commandaient à Jérusalem, afin qu'ils se saisissent de Jacques. Un soldat armé d'un bâton pousse Saint Jacques en prison. Celle-ci est représentée par sa porte ouverte (rouge) et ses deux battants ornés de ferrures, le bâtiment est figuré dans une enceinte crénelée, où l'on peut voir un dôme à l'extrême droite. Tout à fait à gauche, en revanche, une colline verte surmontée d'un arbre jaune évoque la campagne de Judée, où Jacques est censé avoir prêché. Sous les pieds du soldat, le bandeau ne mentionne que « S/IAC ». |
|  | C6 : Saint Jacques prêche depuis sa prison Mais comme un soulèvement se manifesta parmi le peuple lorsqu'il était conduit en prison, les pharisiens lui dirent « pourquoi prêches-tu ce Jésus qui, nous le savons, a été crucifié entre deux voleurs? » Et Jacques, plein de l'Esprit Saint, leur répondit. Saint Jacques apparaît à la fenêtre de sa prison, ouverture marquée en rouge, et prêche les mains ouvertes. Son très long discours relaté par l’Histoire Apostolique d'Abdias récapitule toute l'histoire du salut, sur le modèle du discours d'Étienne rapporté par les Actes des Apôtres (Actes 7). De même que dans le panneau précédent, la prison est représentée par une tour crénelée, dans une enceinte fortifiée où l'on voit poindre un dôme dans l'arrière plan. Le bandeau le désigne comme « S/IACOBU S ». |

### Guérison du paralytique
Les panneaux de la fin du récit semblent suivre une tradition un peu différente, où la guérison intervient avant la comparution devant Hérode. Dans les récits disponibles, l'épisode de la guérison du paralytique et de la conversion de Josias n'intervient qu'après la comparution de Jacques devant Hérode, et Abiathar demande ensuite à Hérode l'autorisation de décapiter les deux.
|  | C8 : Saint Jacques guérit le paralytique Or, Abiathar, qui était grand-prêtre cette année-là, excita une sédition parmi le peuple; il fit conduire à Hérode Agrippa l’apôtre, une corde au cou. Et un paralytique couché sur le chemin lui cria de le guérir. Saint Jacques lui dit: « Au nom de J.-C. pour la foi duquel on va me couper la tête, lève-toi guéri, et bénis ton créateur. » À l’instant il se leva guéri et bénit le Seigneur. Le paralytique est à genoux, sa béquille entre les mains jointes en un geste de supplication. Saint Jacques, une corde autour du cou, étend la main gauche sur le paralytique, et de la droite lui fait signe de se relever. Au ciel, une main divine surgit des nuées, pour manifester que c'est par la puissance divine que Jacques peut faire des miracles (par opposition aux prodiges des magiciens, qui s'appuient sur des démons). |
|  | C7 : Josias est torturé Or, un scribe appelé Josias, qui avait mis la cordé au cou de l’apôtre et qui le tirait, à la vue de ce miracle, se jeta à ses pieds, lui adressa des excuses et demanda à se faire chrétien. Abiathar à cette vue le fit empoigner et lui dit: « Si tu ne maudis le nom du Christ, tu seras décapité en même temps que Jacques. » Josias reprit : « Maudit sois-tu toi-même, maudites soient tes années, mais que le nom du Seigneur J.-C. soit béni dans les siècles.» Alors Abiathar lui fit frapper la bouche à coups de poing et envoya demander à Hérode l’autorisation de le décapiter avec Jacques. Josias est projeté à terre par son bourreau, qui lui tire les cheveux en arrière tout en le frappant avec une pierre. Son visage ensanglanté est légèrement teinté de rouge, ce qui est remarquable pour les techniques verrières de cette époque. |
|  | D1 : Saint Jacques est condamné à mort Alors Abiathar envoya demander à Hérode l’autorisation de décapiter Josias avec Jacques. Le prince ordonna de décapiter saint Jacques. Un examen attentif permet de constater que les deux personnages de gauche ont la corde autour du cou, il s'agit donc de Saint Jacques (identifié par son nimbe et partiellement par l'inscription « ???OBV? » à ses pieds), mais également de son compagnon et futur martyr Josias, qui s'est donc déjà converti dans ce panneau. Vêtu de brun, le garde présente Jacques et Josias à Hérode, assis à droite sur son trône. |
|  | D2 : Saint Jacques marche au supplice Encadré par deux gardes à l'air sévère et l'épée rougie à leur côté, Saint Jacques est conduit au supplice. Il se retourne pour bénir au passage deux estropiés affreusement mutilés : celui à l'avant plan a les pieds tordus à l'envers, et celui derrière lui n'a plus qu'un moignon rougeâtre. Devant le premier, on voit les deux petits tréteaux qui lui servent à s'appuyer pour se déplacer en rampant sur le sol. Sous ses genoux on devine l'inscription « IACOBVS ». Ce panneau est clairement en rapport thématique avec celui du dessous, où Saint Jacques guérit le paralytique, mais sa place dans le récit n'est pas claire. Le personnage derrière lui semble être en train d'argumenter : est-ce Josias conduit avec Saint Jacques — mais dans ce cas, pourquoi n'est-il pas attaché ? ou est-ce Abiathar donnant des instructions au garde — mais dans ce cas, où est passé Josias ? Faut-il comprendre que ce panneau doit être lu juste avant la guérison du paralytique, et que le garde de droite est Josias — ce qui serait un ordre de lecture totalement inhabituel ? Mais si l'on retient l'ordre de lecture classique, ce panneau ne fait-il pas double emploi avec le suivant ? Et surtout, pourquoi la scène du baptême de Josias ne figure-t-elle pas à cet emplacement où elle serait logiquement attendue ? |

### Martyre de Saint Jacques
|  | D3 : Saint Jacques et Josias sont menés au supplice Tous les deux allaient être décapités quand saint Jacques demanda au bourreau un vase plein d'eau, et baptisa Josias, immédiatement. Saint Jacques et Josias ont tous deux la corde au cou, et sont encadrés par deux gardes. La porte rouge à gauche est celle de la ville de Jérusalem, dont on peut voir un morceau de muraille, qu'ils quittent pour se rendre sur leur lieu de supplice. D4 : Saint Jacques est décapité La main de Dieu surgit ici des nuées pour bénir le martyr. Un arbre planté sur une colline bleue marque que la scène se déroule à la campagne. |
|  | D5 : Josias est décapité Josias a les yeux bandés, et est décapité devant Hérode, qui pose sur son trône le glaive de la justice à la main. Il croise les jambes en signe d'autorité, et lève un index pour signifier son jugement. Une main divine sort des nuées pour apporter une couronne à Josias. La scène montre que le couronnement au royaume des cieux est plus important que la royauté terrestre. D6 : Christ en Majesté Entouré de deux candélabres à trois branches, le Christ est assis sur des nuages bruns et blancs, ceux dont sort la main divine dans les deux panneaux précédents. Il tient un globe dans sa main gauche, qui représente le monde sous forme d'une carte en T, pour manifester que le Christ est roi du monde. |